# Soroti
Soroti  este un oraș  în  Uganda. Este reședinta  districtului Soroti.